# 名古屋市立戸笠小学校
名古屋市立戸笠小学校（なごやしりつ とがさしょうがっこう）は、愛知県名古屋市緑区相川三丁目にある公立小学校。

## 概要
- 相川二丁目、相川三丁目、神沢二丁目の一部、篠の風一丁目、篠の風二丁目、篠の風三丁目の一部、高根台、鳴子町3・4丁目の一部、鳴子町5丁目、久方三丁目、ほら貝一丁目、ほら貝二丁目、ほら貝三丁目、鳴海町（螺貝）などが通学区域であり、公立中学校の進学先は名古屋市立神沢中学校である[1][2]。

## 沿革
- 1971年（昭和46年）
  - 4月 - 名古屋市立鳴子小学校の分校として設置される。
  - 10月 - 名古屋市立戸笠小学校として独立し、開校する。
- 1979年（昭和54年）4月 - 名古屋市立桃山小学校を分離する。

## 交通アクセス
- 名古屋市営地下鉄桜通線相生山駅下車、徒歩約3分。

## 周辺施設
- 豊田工業大学
- 名古屋市立鳴子台中学校
- 名古屋市立相生小学校
- あいち銀行鳴子支店
- 三菱UFJ銀行鳴子支店
- 戸笠公園
- 螺貝公園